# 清滝一也
清滝 一也（きよたき かずや、1924年5月31日 - 2024年5月10日）は、日本の経営者。池田銀行頭取を務めた。和歌山県有田市出身。プリンストン大学教授の清滝信宏は次男。実父は上山薫、養父は清滝幸次郎。

## 経歴
旧制佐賀高等学校を経て、1950年に東京大学法学部を卒業し、同年に日本興業銀行に入行。1979年11月に池田銀行に転じ、専務に就任し、1980年6月には頭取に就任。2001年1月に会長に就任。
1989年11月に藍綬褒章を受章し、2004年11月に旭日小綬章を受章した。
2024年5月10日、死去。99歳没。死没日付をもって正五位に叙された。